# William Swainson
William Swainson, född 8 oktober 1789, död 6 december 1855, var en brittisk naturforskare, auktor, ornitolog, fågelsamlare, författare och illustratör inom zoologi. Under sitt liv beskrev han 131 olika arter av fåglar och han skrev ett antal böcker inom zoologi. 
Han föddes i St. Mary Newington i London. Tidigt blev han intresserad av naturhistoria genom att studera sin fars snäck- och insektssamling. Han blev inkallad till armén och kommenderad till Sicilien men blev hemkallad på grund av dålig hälsa.
Swainson reste i Brasilien mellan åren 1816 till 1818 och återvände till England med en samling av över 20,000 insekter, 1,200 olika växter, illustrationer av 120 fiksarter, och cirka 760 fågelskinn. 
1841 emigrerade han till Nya Zeeland där han stannade i tio år. Hans försök att starta jordbruk misslyckades bland annat på grund av motsättningar med traktens māorier. 1851 seglade han till Sydney där han fick anställning som botanisk besiktningsman i delstaten Victoria. Detta arbete misslyckades också, denna gång på grund av hans bristande kunskaper inom botanik. 1855 återvände han till Nya Zeeland där han avled 66 år gammal, 1855.
Han har hedrats med att få ge namn åt sju olika fåglar. Bland annat namnade hans vän John James Audubon spetsnäbbad skogssångare (Limnothlypis swainsonii) efter honom, och Charles Lucien Bonaparte gav det engelska namnet Swainson's Hawk för prärievråk (Buteo swainsoni) efter honom.